# Sd.Kfz.9 FAMO
Le Sd.Kfz.9 FAMO  (Sonderkraftfahrzeug 9 FAMO) ou Schwerer Zugkraftwagen 18t FAMO est un tracteur semi-chenillé utilisé durant la Seconde Guerre mondiale. Il est conçu par la Reichswehr et introduit en 1939.
L'Armée Allemande l'utilisera durant toute la durée du conflit, il était apprécié pour sa capacité de tractage et sa robustesse, qui le rendait presque indispensable pour dépanner les chars lourds de la Wehrmacht sur tous types de terrains.

## Historique
Sa production débute en avril 1938, il est mis en service en 1939, sa production s'arrête en février 1945. Il est construit par Fahrzeug-und-Motorwerke GmbH.

## Versions
Plusieurs versions de carrosseries furent produites.

### Sd.Kfz 9
Cette version la configuration la plus connue avec une double cabine bâchée à deux rangs de sièges et une caisse bâchée.
Elle pouvait se voir installer une bèche à l'arrière qui permettait le treuillage de véhicules lourds tels que les blindés allemands de tous types.

### Sd.Kfz 9/1
Version équipée d'une grue de marque Bilstein dont la capacité était de 6 tonnes.
Equipé d'une simple cabine bâchée et d'un plateau reprenant la grue.

### Sd.Kfz 9/2
Version équipée d'une grue de marque Demag dont la capacité était de 10 tonnes.
La cabine était la même que pour la version 9/1.